# Albin Haebler
Albin Haebler (* 27. Oktober 1850 in Großschönau; † 9. Juli 1897 in Leipzig; vollständiger Name: Karl Albin Haebler) war ein deutscher klassischer Philologe und Gymnasiallehrer.
Haebler war Professor am Königlichen Gymnasium zu Leipzig. Zudem war er Autor einiger Artikel in Paulys Realencyclopädie der classischen Altertumswissenschaft.

## Schriften (Auswahl)
- Quaestiones Plutarcheae duae. Andrae, Leipzig 1873 (Dissertation)
- Astrologie im Alterthum. Zückler, Zwickau 1879 (Schulprogramm)
- Hat Strabo seine Geographie in Rom verfasst? In: Hermes. Band 19, Nummer 2, 1884, S. 235–241 (Digitalisat).
- Die Nord- und Westküste Hispaniens. Ein Beitrag zur Geschichte der antiken Geographie. Alexander Edelmann, Leipzig 1886 (Schulprogramm; Digitalisat).